# Candelaria Figueredo
Candelaria Figueredo (Bayamo, Cuba, 11 de desembre de 1852 - l'Havana, 19 de gener de 1914) era una patriota cubana que va participar en la lluita cubana per la independència d'Espanya.

## Vida
Candelaria Figueredo era filla de l'advocat Pedro Figueredo y Cisneros, un revolucionari nacionalista cubà que va lluitar contra els espanyols en la Guerra d'Independència cubana des de 1868, coneguda com la Guerra dels Deu Anys. La seva mare era Isabel Vázquez y Moreno.
Va unir-se a la lluita l'octubre de 1868 quan només tenia 16 anys, quan el seu pare li va demanar de portar la bandera cubana independent a la Batalla a Bayamo. Va acceptar l'arriscada tasca amb entusiasme i va entrar a la ciutat asseguda sobre un cavall blanc que portava la nova bandera.
Una important tropa espanyola va recuperar Bayamo el 1869 i ella i la seva família van fugir a la serra Maestra, on van viure vides de fugitius constantment perseguits. El 15 de juliol de 1871 va ser capturada pels espanyols, juntament amb la seva germana de 14 anys i el germà de 12 anys. Van ser empresonats a la fortalesa de Zaragoza, a Manzanillo, on van ser interrogats. Finalment, Candelaria i els seus germans van ser obligats a deixar Cuba el 17 d'octubre de 1871, o ser deportats a l'illa de Fernando Poo (ara anomenada Bioko) a la costa oest d'Àfrica. Van navegar des de Manzanillo amb la goleta Annie, que va amarrar a Nova York el 13 d'octubre, malgrat que hi havia un huracà als voltants. Es creu que Candelaria va persuadir el capità de navegar amb aquestes paraules: "És una qüestió de necessitat. Prefereixo mil vegades ser aliment dels taurons que dels espanyols".
Va reunir-se amb la seva mare i altres germanes a Key West, Florida. Allà Candelaria va saber de la mort en batalla del seu pare i del seu germà Gustavo. Va emmalaltir greument, en part a causa d'aquesta notícia, i en part a causa dels tres anys que havia passat com a fugitiva amb refugi i dieta inadequats. La van enviar a Nassau, Bahames, perquè descansés i es recuperés, però ben aviat va tornar a Key West per estar amb la seva família.
El 1877 es va casar amb un altre exiliat cubà, Federico del Portillo, que havia estudiat dret a la Universitat de l'Havana, però va haver de fugir per l'execució d'estudiants per part dels espanyols. Van tenir nou fills, entre d'altres Rosalía, Zenayda, Federico, Lorenzo, Piedad, i Elisa,
El 1901, després de la Guerra hispano-estatunidenca, Candelaria i Federico van tornar a Cuba i es van establir a l'Havana. Allà van veure la bandera cubana, finalment aixecada sobre el castell dels Tres Reis del Morro el 20 de maig de 1902.
Candelaria va morir el 19 de gener de 1914, i va ser enterrada, amb tots els honors militars al cementeri de Colom de l'Havana. El seu taüt va ser cobert per la bandera que havia portat a Bayamo 45 anys abans.
La seva autobiografia va ser publicada de manera pòstuma el 1929.